# Bielsk Podlaski
Bielsk Podlaski là một thị trấn thuộc huyện Bielski, tỉnh Podlaskie ở đông-bắc Ba Lan. Thị trấn có diện tích 27 km². Đến ngày 1 tháng 1 năm 2011, dân số của thị trấn là 26349 người và mật độ 976 người/km².